# Wola Wągrodzka (gromada)
Wola Wągrodzka – dawna gromada, czyli najmniejsza jednostka podziału terytorialnego Polskiej Rzeczypospolitej Ludowej w latach 1954–1972.
Gromady, z gromadzkimi radami narodowymi (GRN) jako organami władzy najniższego stopnia na wsi, funkcjonowały od reformy reorganizującej administrację wiejską przeprowadzonej jesienią 1954 do momentu ich zniesienia z dniem 1 stycznia 1973, tym samym wypierając organizację gminną w latach 1954–1972.
Gromadę Wola Wągrodzka z siedzibą GRN w Woli Wągrodzkiej utworzono – jako jedną z 8759 gromad na obszarze Polski – w powiecie piaseczyńskim w woj. warszawskim, na mocy uchwały nr VI/10/12/54 WRN w Warszawie z dnia 5 października 1954. W skład jednostki weszły obszary dotychczasowych gromad Biały Ług, Chosna, Kamionka, Koryta, Ludwików, Wągrodno, Wągrodno Nowe i Wola Wągrodzka oraz wieś Prażmowska Wola i wieś Stara Cegielnia z dotychczasowej gromady Prażmowska Wola ze zniesionej gminy Wola Wągrodzka w powiecie piaseczyńskim, obszar dotychczasowej gromady Ławki ze zniesionej gminy Sobików w powiecie piaseczyńskim oraz obszar dotychczasowej gromady Zadębie ze zniesionej gminy Drwalew w powiecie grójeckim (woj. warszawskie). Dla gromady ustalono 12 członków gromadzkiej rady narodowej.
31 grudnia 1961 gromadę zniesiono, włączając jej obszar do gromad: Prażmów Nowy (wsie Chosna, Koryta, Ludwików, Nowe Wągrowo, Prażmowska Wola, Wola Wągrodzka i Zadębie) i Uwieliny (wsie Biały Ług, Kamionka, Ławki i Wągrodno) w tymże powiecie.